# Jakob Rem
Le serviteur de Dieu Jakob Rem (en français Jacques Rem), né en juin 1546 à Brégence, au Vorarlberg (Autriche) et décédé le 12 octobre 1618 à Ingolstadt, en Bavière (Saint-Empire) est un prêtre jésuite autrichien, éducateur et directeur spirituel. Ardent promoteur de la dévotion mariale par le biais des congrégations mariales il contribua à former en Bavière une jeunesse catholique fervente et engagée au temps de la Réforme tridentine.

## Biographie
Après des études secondaires et une année de philosophie à Dillingen Jakob Rem est reçu dans la Compagnie de Jésus par Pierre Canisius alors provincial d’Allemagne. Envoyé à Rome il y commence son noviciat le 20 septembre 1566. Rem appartient au premier groupe de novices de Saint-André-du-Quirinal, tout récemment ouvert. Il y a comme compagnons Stanislas Kostka et Rodolphe Acquaviva.
En septembre 1567 Rem reprend des études au Collège romain. C’est là qu’il rencontre le père Jean Leunis et découvre la Congrégation mariale. Ce mouvement spirituel marial, fondé par le père Leunis pour ses étudiants, déterminera l’orientation de sa vie. Sa santé précaire l’oblige à rentrer en Allemagne (1568) où il poursuit ses études de philosophie à Dillingen. Il y obtient la ‘maîtrise’. Des maux de tête l’empêchent cependant d’obtenir la maîtrise en théologie. Il n’en est pas mois ordonné prêtre le 16 mai 1573 à Augsbourg.
Déjà avant le sacerdoce Rem avait été préfet de l’internat de Dillingen. Il y revient comme directeur-adjoint après son ordination (1573). Durant quarante ans il sera professeur et éducateur dans divers collèges jésuites : Dillingen (1573-1585), Munich (1585-1586) et surtout à Ingolstadt (1586-1610) où, directeur de l’internat, il fait sa profession religieuse définitive le 29 juin 1587. Comme à Dillingen il y fonde une ’congrégation mariale’ qui y enthousiasme les jeunes. Ce sera la caractéristique de sa vie. Même après avoir pris sa retraite – à un âge avancé – il reste jusqu'à sa mort disponible pour ses anciens élèves pour toute aide humaine ou sacerdotale dont ils auraient besoin.
Comme éducateur et professeur ses dons pédagogiques soutenus par une grande profondeur spirituelle ont trouvé un large débouché. Gagnant la confiance de ses élèves, surtout les internes, il exerce sur eux une profonde influence, particulièrement par le biais de la congrégation mariale qu’il établit à Dillingen en 1574. Ses efforts désintéressés pour éduquer les jeunes nobles et religieux contribuèrent à la réforme de l'Église catholique et des anciens ordres religieux.
La congrégation mariale qu'il fonde (1574) à Dillingen fut la première en Bavière : elle resta active longtemps après la mort du fondateur. Méditant régulièrement sur les litanies de Lorette – et aidé d’une vision de la Vierge-Marie - il choisit l’invocation ‘Mater admirabilis’ comme étant la préférable. Aussi prit-il l’habitude, avec ses sodalistes d’Ingolstadt ,de l’invoquer trois fois sous ce vocable: ‘Mater Ter admirabilis’. Même succès pour le Colloquium Marianum, qu'il fonda plus tard (1595) à Ingolstadt.
Le père Jakob Rem mourut en odeur de sainteté le 12 octobre 1618, à Ingolstadt. Il avait 72 ans. En 1875 le procès en vue de sa béatification  fut ouvert. Les restes du ‘Serviteur de Dieu’ Jakob Rem furent transférés en 1935 dans l’Église Notre-Dame où naquit et se développa la dévotion à la Mère de Dieu ‘Ter admirabilis’. Le processus d’information préliminaire fut achevé en 1949. La cause de sa béatification ne semble plus progresser.